# 홍소영 (1965년)
홍소영(洪昭映, 1965년 9월 15일~)은 대한민국의 제29대 병무청장이다.

## 학력
- 덕적초등학교백아분교장 졸업
- 매향여자중학교 졸업
- 영복여자고등학교 졸업
- 고려대학교 이과대학 생물학 학사

## 주요 경력
- 2012 병무청 정보기획과 사무관
- 2016. 8. 병무청 병원자원국 기술서기관
- 2019. 2. 경인지방병무청 병역판정관
- 2020. 2. 병무청 병역공개과장
- 2020. 8. 병무청 정보기획과장
- 2022. 2. 병무청 병역자원국장
- 2022. 9. 제42대 대전충남지방병무청장
- 2025. 7.~ 병무청장